# 포르투갈어권

포르투갈어권(-圈)은 포르투갈어를 주로 사용하는 지역을 일컫는다. 한때 포르투갈의 식민지였던 곳이 많다.

## 같이 보기
- 포르투갈어 사용국 공동체
- 루소포니아 경기 대회